# قبله‌مسجد
قبله‌مسجد یکی از روستاهای استان آذربایجان شرقی است که در دهستان سهندآباد بخش تیکمه‌داش شهرستان بستان‌آباد واقع شده‌است.این روستا ۳۲ نفر جمعیت دارد.